# Церковь Пантелеимона Целителя (Глубокий)
Церковь Пантелеимона Целителя (Пантелеимоновская церковь) —  православный храм Шахтинской и Миллеровской епархии, Каменское благочиние, в посёлке Глубокий Ростовской области.

## История
До революции в посёлке существовал другой храм, который находился в хуторе Иванкове (впоследствии хутор был поглощён посёлком Глубоким). В 1888 году в Иванкове была построена и освящена Пантелеимоновская церковь; площадь возле церкви называлась Церковной, на ней находился рынок. Храм был деревянный, с такою же колокольней, покрытые листовым железом. В нём было три престола: главный (средний) — Во имя Святого великомученика Пантелеимона, южный — в честь Архангела Михаила и северный — в честь Святого Николая.
церковь после прихода советской власти на дон использовалась в качестве амбара, клуба, затем кинотеатра им .Островского до начала 90-х ... позже здание  было переоборудовано в спортивный комплекс «Олимп». В советское время приход неоднократно переселялся в разные места посёлка, пока не нашли для него частный дом, где было создано молельное помещение. 1 сентября 1985 года Указом митрополита Ростовского и Новочеркасского Владимира настоятелем прихода был назначен иерей (ныне протоиерей) Анатолий Сахно. C распадом СССР прихожанам разрешили перестроить молельный дом под церковь, и в нём начались работы, продолжавшиеся в течение десяти лет. Храм был обложен кирпичом и надстроен; на нём был установлен купол. Он имеет небольшое подворье с трапезной и подсобными помещениями. В церкви имеются Афонские иконы.
Адрес храма: Ростовская область, Каменский район, рабочий посёлок Глубокий, улица Щаденко, 81.
Настоятель — протоиерей Анатолий Сахно.

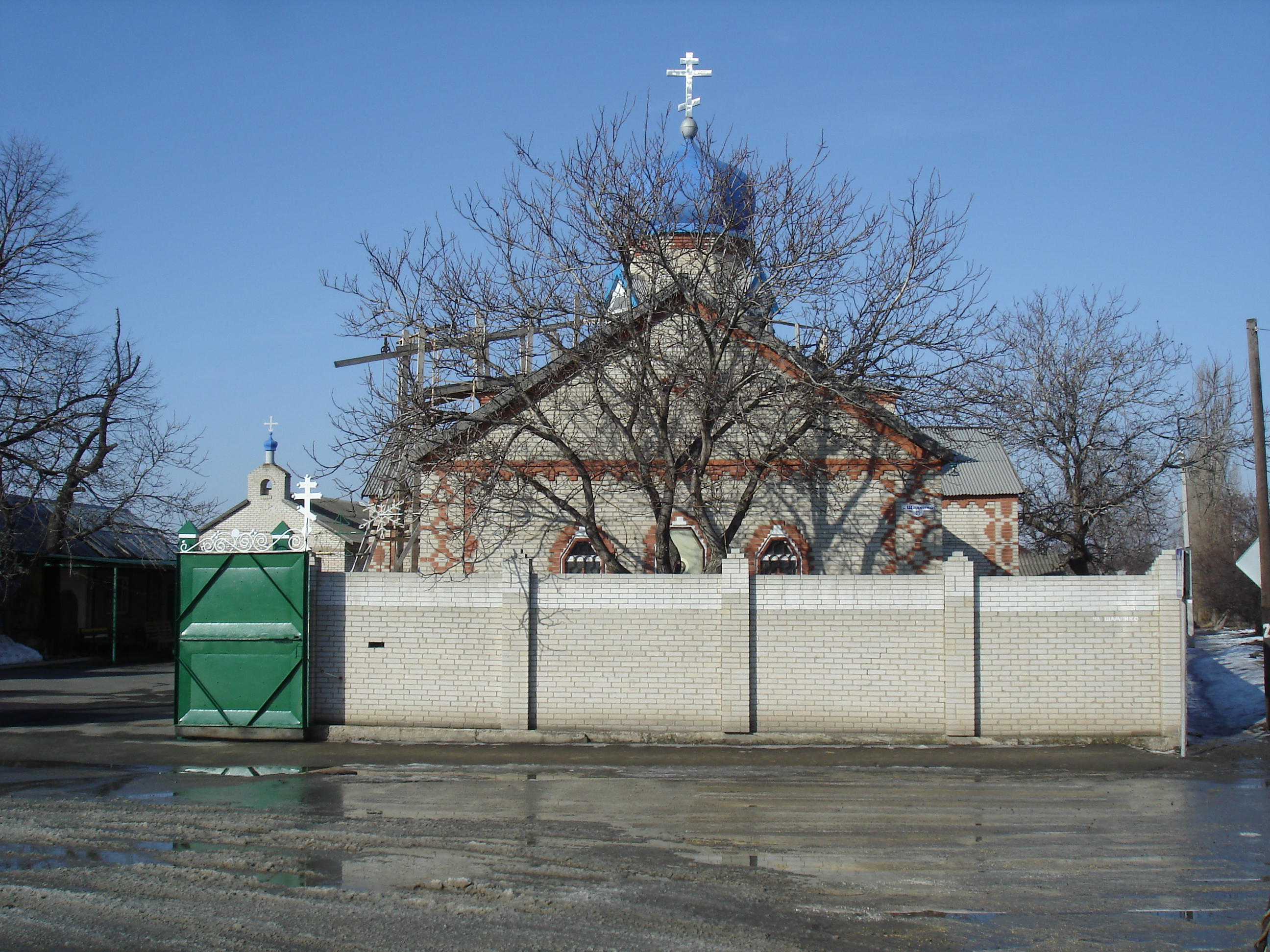
Общий вид
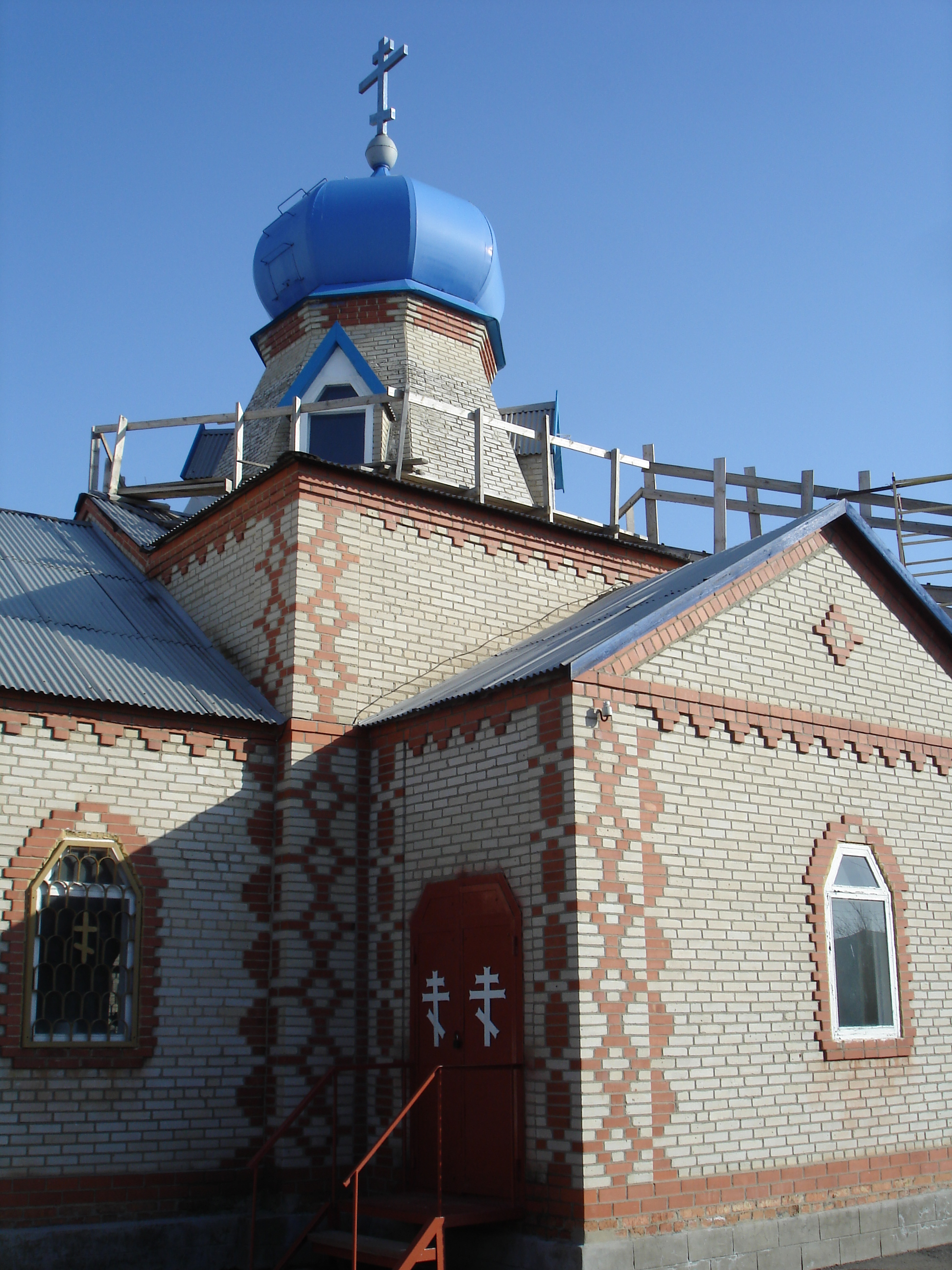
Вход в церковь
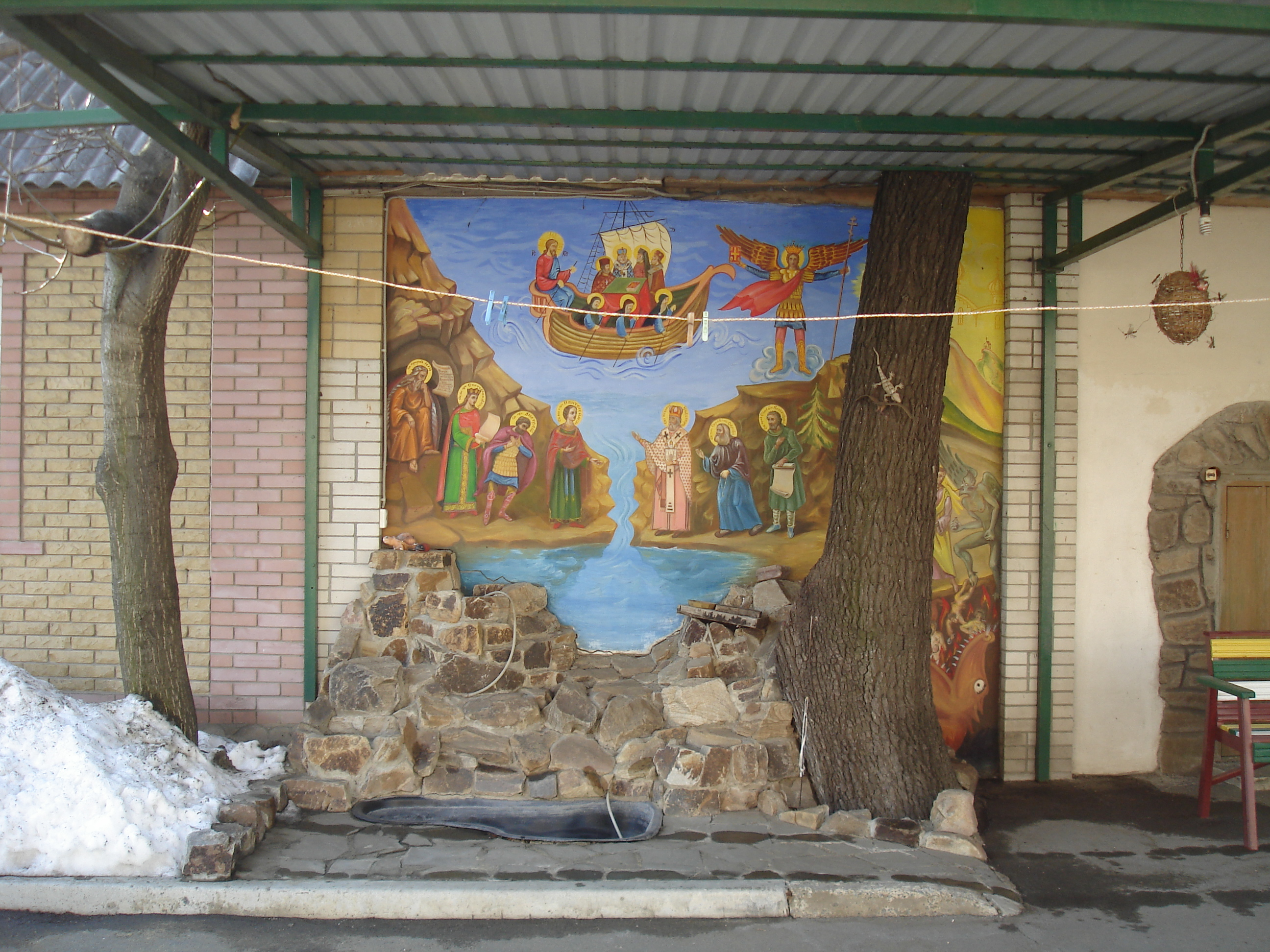
Панно на подворье